# 段封
段封（4世纪—406年），中國十六國時期人物。
段封在南燕担任散骑常侍。慕容法得罪南燕皇帝慕容超，与慕容钟、段宏等谋反。406年，慕容超得知，车裂处死慕容法的朝中同党封嵩。段封和侍中慕容统、右卫慕容根也被诛杀。段宏、慕容法投奔北魏，慕容钟投奔了后秦。